# 川滇薹草
川滇薹草（学名：Carex schneideri）为莎草科薹草属的植物。分布在中国大陆的西藏、云南、四川等地，生长于海拔2,900米至4,100米的地区，一般生于草坡、灌丛下和砾石山坡，目前尚未由人工引种栽培。